# 21747 Джастсоломон
21747 Джастсоломон (21747 Justsolomon) — астероїд головного поясу, відкритий 9 вересня 1999 року.
Тіссеранів параметр щодо Юпітера — 3,332.